# Rogeria lacertosa
Rogeria lacertosa é uma espécie de formiga do gênero Rogeria, pertencente à subfamília Myrmicinae.